# Русиново (Омська область)
Русиново (рос. Русиново) — присілок у Большереченському районі Омської області Російської Федерації.
Належить до муніципального утворення Старокарасуцьке сільське поселення. Населення становить 59 осіб.

## Історія
Згідно із законом від 30 липня 2004 року органом місцевого самоврядування є Старокарасуцьке сільське поселення.

## Населення
| 1926 | 2002 | 2010 |
| ---- | ---- | ---- |
| 459  | ↘115 | ↘59  |